# Marvel Studios: Legends
Marvel Studios: Legends é uma docussérie de televisão estadunidense criada para o Disney+, baseada nos personagens da Marvel Comics que aparecem no Universo Cinematográfico Marvel (UCM). A série apresenta personagens individuais em cada episódio, destacando alguns de seus momentos icônicos do MCU.
A série foi anunciada pela primeira vez em dezembro de 2020. Marvel Studios: Legends estreou em 8 de janeiro de 2021. Apesar de ser um clipe, a série foi elogiada por ser útil para os telespectadores, lembrando-os sobre a jornada de um personagem em particular no UCM, especialmente para espectadores casuais da franquia. No entanto, um novo material dos atores ou criativos, que fornecessem mais informações, era desejado.

## Enredo
A série examina heróis individuais, vilões e momentos do Universo Cinematográfico Marvel e como eles se conectam, em antecipação às próximas histórias que os apresentarão nas séries do Disney+, filmes, e especiais, nas fases Quatro e Cinco.

## Plano de fundo
Marvel Studios: Legends foi anunciado em dezembro de 2020 como uma nova série que revisitaria personagens do Universo Cinematográfico Marvel (UCM) antes de suas aparições nas novas séries do Disney+ como parte da Fase Quatro do UCM. Dois episódios foram inicialmente anunciados, um para Wanda Maximoff e outro para Visão antes de suas aparições em WandaVision. Após o anúncio, muitos comentaristas acreditaram que a série seria um clipe-show e uma boa maneira de lembrar aos telespectadores a história de um personagem e permitir aos telespectadores casuais uma maneira rápida de se atualizar sem assistir horas de conteúdos anteriores do UCM. Chaim Gartenberg, do The Verge, também comparou a série às recapitulações de uma página que a Marvel Comics usa para chamar a atenção dos leitores para as histórias em andamento.
A série apresenta episódios curtos compostos de filmagens de filmes anteriores do UCM que apresentavam o personagem, momento ou objeto em destaque. Matt Goldberg, do Collider, sentiu que Marvel Studios: Legends não custou à Disney ou ao Marvel Studios "nada além do trabalho de um editor e um pouco de música" para produzir, considerando a duração e o conteúdo de cada episódio. Ainda naquele mês, episódios para Falcão, Soldado Invernal, Zemo e Sharon Carter foram anunciados antes de The Falcon and the Winter Soldier.
Em maio de 2021, antes do lançamento de Loki, episódios para Loki e o Tesseract foram anunciados. No mês seguinte, um episódio para Natasha Romanoff / Viúva Negra foi anunciado antes da aparição da personagem no filme da Fase Quatro, Black Widow (2021), que estava programado para ser disponibilizado na Disney+ com Premier Access. Em julho, foram anunciados os episódios de Peggy Carter, da Iniciativa Vingadores e dos Saqueadores, antes de suas aparições na série What If...?. Em agosto, antes do lançamento de Shang-Chi and the Legend of the Ten Rings, um episódio sobre a organização Dez Anéis foi anunciado. Em outubro, um episódio sobre Clint Barton / Gavião Arqueiro foi anunciado para estrear na celebração do "Disney+ Day", antes da aparição do personagem em Hawkeye. Em abril de 2022, foram anunciados episódios do Doutor Estranho, Wong e da Feiticeira Escarlate, antes de suas aparições no filme Doctor Strange in the Multiverse of Madness. No final de junho, três episódios: de Thor, Jane Foster e Valquíria foram lançados, antes de suas aparições em Thor: Love and Thunder (2022). Em agosto de 2022, foi anunciado um episódio de Bruce Banner, antes de sua aparição na série She-Hulk: Attorney at Law. Em outubro, episódios de T'Challa, Shuri e Dora Milaje foram revelados, antes de suas aparições em Black Panther: Wakanda Forever (2022), e no mês seguinte, episódios de Mantis e Drax foram revelados, antes de suas aparições em The Guardians of the Galaxy Holiday Special (2022).
Em janeiro de 2023, episódios de Scott Lang / Homem-Formiga, Hank Pym e Janet van Dyne, e Hope van Dyne / Vespa foram revelados, antes de suas aparições no filme da Fase Cinco Ant-Man and the Wasp: Quantumania (2023), que deu início à segunda temporada de Legends. Em abril de 2023, episódios de Peter Quill / Senhor das Estrelas, Gamora, Nebulosa, Rocket, Kraglin e Groot foram lançados antes de Guardians of the Galaxy Vol. 3 (2023). Em junho de 2023, episódios de Nick Fury, Maria Hill, Talos e os Skrulls, Everett K. Ross e James Rhodes / Máquina de Combate foram revelados, antes de suas aparições em Secret Invasion (2023). Em agosto de 2023, episódios da segunda temporada de Loki foram revelados para lançamento no mês seguinte, focado nas Variantes e na AVT. Episódios de The Marvels (2023) focados em Carol Danvers, Monica Rambeau e Kamala Khan foram lançados em novembro de 2023.

## Episódios
Cada episódio consiste inteiramente em imagens de arquivo de filmes e séries de televisão do UCM.

### Temporada 1 (2021–22)
A primeira temporada cobre o conteúdo da Fase Quatro do UCM.
| N.º | Título                                                                                | Lançamento             |
| --- | ------------------------------------------------------------------------------------- | ---------------------- |
| 1   | "Wanda Maximoff (lançado antes de WandaVision)"                                       | 8 de janeiro de 2021   |
| 2   | "Visão (lançado antes de WandaVision")"                                               | 8 de janeiro de 2021   |
| 3   | "Falcão (lançado antes de The Falcon and the Winter Soldier)"                         | 5 de março de 2021     |
| 4   | "Soldado Invernal (lançado antes de The Falcon and the Winter Soldier)"               | 5 de março de 2021     |
| 5   | "Zemo (lançado antes de The Falcon and the Winter Soldier)"                           | 12 de março de 2021    |
| 6   | "Sharon Carter (lançado antes de The Falcon and the Winter Soldier)"                  | 12 de março de 2021    |
| 7   | "Loki (lançado antes de Loki)"                                                        | 4 de junho de 2021     |
| 8   | "O Tesseract (lançado antes de Loki)"                                                 | 4 de junho de 2021     |
| 9   | "Viúva Negra (lançado antes de Black Widow)"                                          | 7 de julho de 2021     |
| 10  | "Peggy Carter (lançado antes de What If...?)"                                         | 4 de agosto de 2021    |
| 11  | "A Iniciativa Vingadores (lançado antes de What If...?)"                              | 4 de agosto de 2021    |
| 12  | "Os Saqueadores (lançado antes de What If...?)"                                       | 4 de agosto de 2021    |
| 13  | "Os Dez Anéis (lançado antes de Shang-Chi and the Legend of the Ten Rings)"           | 1 de setembro de 2021  |
| 14  | "Gavião Arqueiro (lançado antes de Hawkeye)"                                          | 12 de novembro de 2021 |
| 15  | "Doutor Estranho (lançado antes de Doctor Strange in the Multiverse of Madness)"      | 29 de abril de 2022    |
| 16  | "Wong (lançado antes de Doctor Strange in the Multiverse of Madness)"                 | 29 de abril de 2022    |
| 17  | "Feiticeira Escarlate (lançado antes de Doctor Strange in the Multiverse of Madness)" | 29 de abril de 2022    |
| 18  | "Thor (lançado antes de Thor: Love and Thunder)"                                      | 1 de julho de 2022     |
| 19  | "Jane Foster (lançado antes de Thor: Love and Thunder)"                               | 1 de julho de 2022     |
| 20  | "Valquíria (lançado antes de Thor: Love and Thunder)"                                 | 1 de julho de 2022     |
| 21  | "Bruce Banner (lançado antes de She-Hulk: Attorney at Law)"                           | 10 de agosto de 2022   |
| 22  | "Rei T'Challa (lançado antes de Black Panther: Wakanda Forever)"                      | 4 de novembro de 2022  |
| 23  | "Princesa Shuri (lançado antes de Black Panther: Wakanda Forever)"                    | 4 de novembro de 2022  |
| 24  | "As Dora Milaje (lançado antes de Black Panther: Wakanda Forever)"                    | 4 de novembro de 2022  |
| 25  | "Mantis (lançado antes de The Guardians of the Galaxy Holiday Special)"               | 23 de novembro de 2022 |
| 26  | "Drax (lançado antes de The Guardians of the Galaxy Holiday Special)"                 | 23 de novembro de 2022 |

### 2ª temporada (2023–)
A segunda temporada cobrirá o conteúdo da Fase Cinco do UCM.
| N.º | Título                                                               | Lançamento              |
| --- | -------------------------------------------------------------------- | ----------------------- |
| 1   | "Homem-Formiga (lançado antes de Ant-Man and the Wasp: Quantumania)" | 10 de fevereiro de 2023 |
| 2   | "Vespa (lançado antes de 'Ant-Man and the Wasp: Quantumania)"        | 10 de fevereiro de 2023 |
| 3   | "Hank e Janet (lançado antes de Ant-Man and the Wasp: Quantumania)"  | 10 de fevereiro de 2023 |
| 4   | "Peter Quill (lançado antes de Guardians of the Galaxy Vol. 3'')"    | 28 de abril de 2023     |
| 5   | "Gamora (lançado antes de Guardians of the Galaxy Vol. 3'')"         | 28 de abril de 2023     |
| 6   | "Nebulosa (lançado antes de Guardians of the Galaxy Vol. 3'')"       | 28 de abril de 2023     |
| 7   | "Rocky (lançado antes de Guardians of the Galaxy Vol. 3'')"          | 28 de abril de 2023     |
| 8   | "Kraglin (lançado antes de Guardians of the Galaxy Vol. 3'')"        | 28 de abril de 2023     |
| 9   | "Groot (lançado antes de Guardians of the Galaxy Vol. 3'')"          | 28 de abril de 2023     |
| 10  | "Nick Fury (lançado antes de Secret Invasion'')"                     | 14 de junho de 2023     |
| 11  | "Maria Hill (lançado antes de Secret Invasion'')"                    | 14 de junho de 2023     |
| 12  | "Talos e os Skrulls (lançado antes de Secret Invasion'')"            | 14 de junho de 2023     |
| 13  | "Everett Ross (lançado antes de Secret Invasion'')"                  | 14 de junho de 2023     |
| 14  | "James Rhodes (lançado antes de Secret Invasion'')"                  | 14 de junho de 2023     |
| 15  | "AVT (lançado antes de Loki (2.ª temporada)'')"                      | 29 de setembro de 2023  |
| 16  | "Variantes (lançado antes de Loki (2.ª temporada)'')"                | 29 de setembro de 2023  |
| 17  | "Carol Danvers (lançado antes de The Marvels)"                       | 3 de novembro de 2023   |
| 18  | "Kamala Khan (lançado antes de The Marvels)"                         | 3 de novembro de 2023   |
| 19  | "Monica Rambeau (lançado antes de The Marvels)"                      | 3 de novembro de 2023   |

## Lançamento
Marvel Studios: Legends lançou seus dois primeiros episódios em 8 de janeiro de 2021, no Disney+. Episódios adicionais foram lançados antes da aparição de um personagem em uma série ou filme do Disney+.

## Recepção da crítica
Matt Goldberg, do Collider, descreveu Legends como "vídeos elaborados de fãs que oferecem promoção cruzada" para a Marvel, o que ele não achou ruim, mas ele queria que a série "oferecesse algo novo", como atores "falando sobre seus personagens ou oferecendo um teaser novo para" o que estava sendo promovido. Ele concluiu que Legends estava "contente em ser um vídeo de recapitulação altamente produzido". Charlie Ridgely, escrevendo para o Comicbook.com, chamou Legends de "incrivelmente útil", já que não houve nenhum conteúdo novo do UCM em 2020. Embora admitindo que os espectadores já familiarizados com as histórias do personagem em destaque possam não ver a necessidade dos episódios, já que eles eram "literalmente apenas uma recapitulação do que acontecia nos filmes", ele sentiu que ainda era "uma grande atualização" e "uma ótima ferramenta" para os telespectadores interessados no novo conteúdo da Marvel no Disney+ que "talvez não estejam tão por dentro do UCM... permitindo que todos estejam em uma página semelhante". Caroline Framke, da Variety, sentiu que a Marvel estava "antecipando" a confusão dos espectadores casuais do UCM ao conhecer sua nova série do Disney+, e chamou Legends de "muito útil" para WandaVision. Alguns espectadores ficaram desapontados com a série, esperando uma série de documentários mais aprofundada, fornecendo entrevistas e não um clip show.

## Documentários relacionados
Em fevereiro de 2021, outro documentário da Marvel Studios, Marvel Studios: Assembled, foi anunciado. Alguns comentaristas chamaram Assembled de uma série companheira de Legends, já que Assembled apresenta material de bastidores após um filme ou série do UCM. Em junho de 2022, o curta-documentário A Fan's Guide to Ms. Marvel foi lançado no Disney+ em preparação para a estreia da personagem na série Ms. Marvel. O curta-documentário apresenta um olhar exclusivo sobre a produção da série e entrevistas da equipe de filmagem, e da estrela Iman Vellani.